# Chimarra muoibay
Chimarra muoibay är en nattsländeart som beskrevs av Malicky 1995. Chimarra muoibay ingår i släktet Chimarra och familjen stengömmenattsländor. Inga underarter finns listade i Catalogue of Life.